# St. Peter und Paul (Oostende)

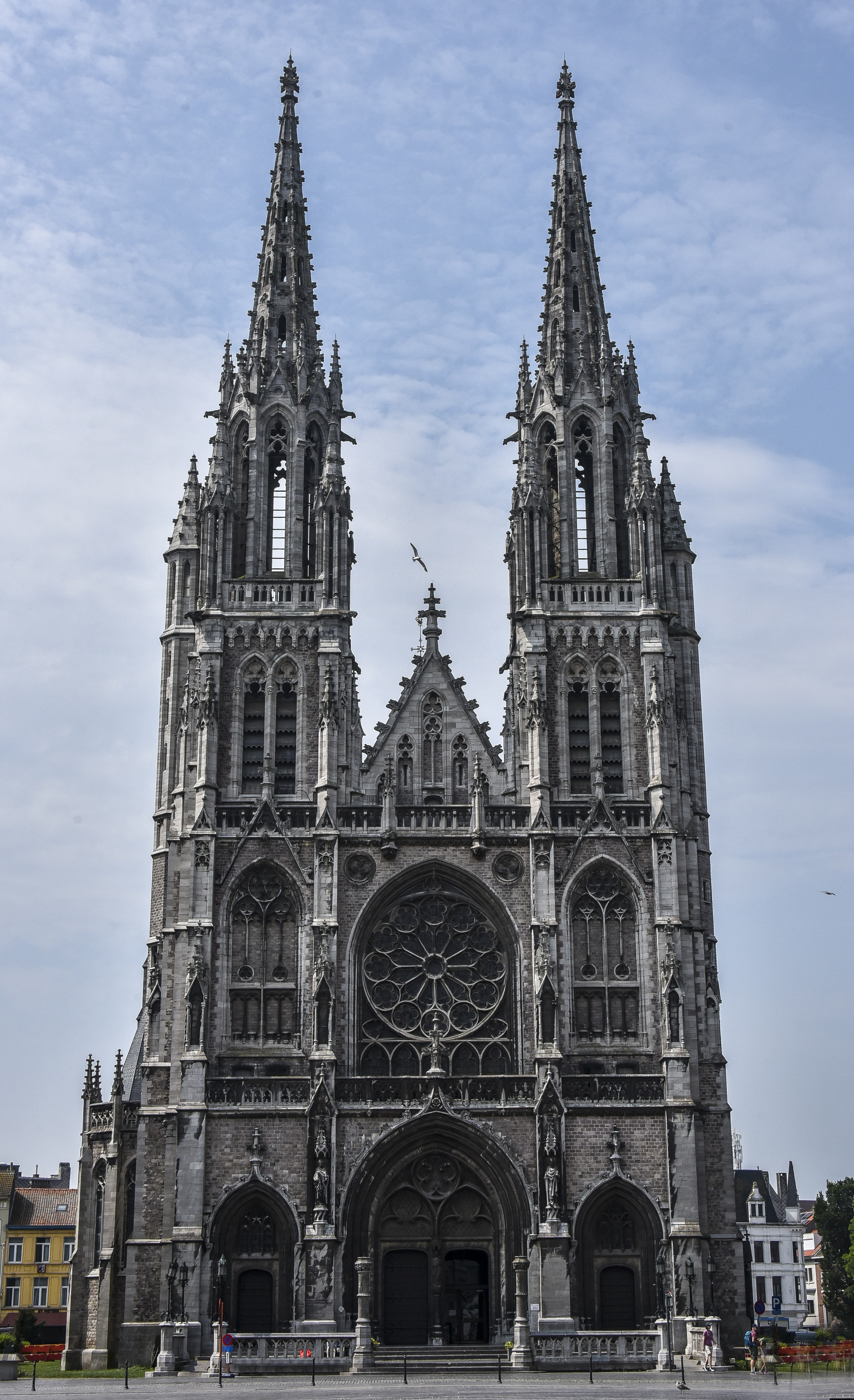
St. Peter und Paul (Oostende)

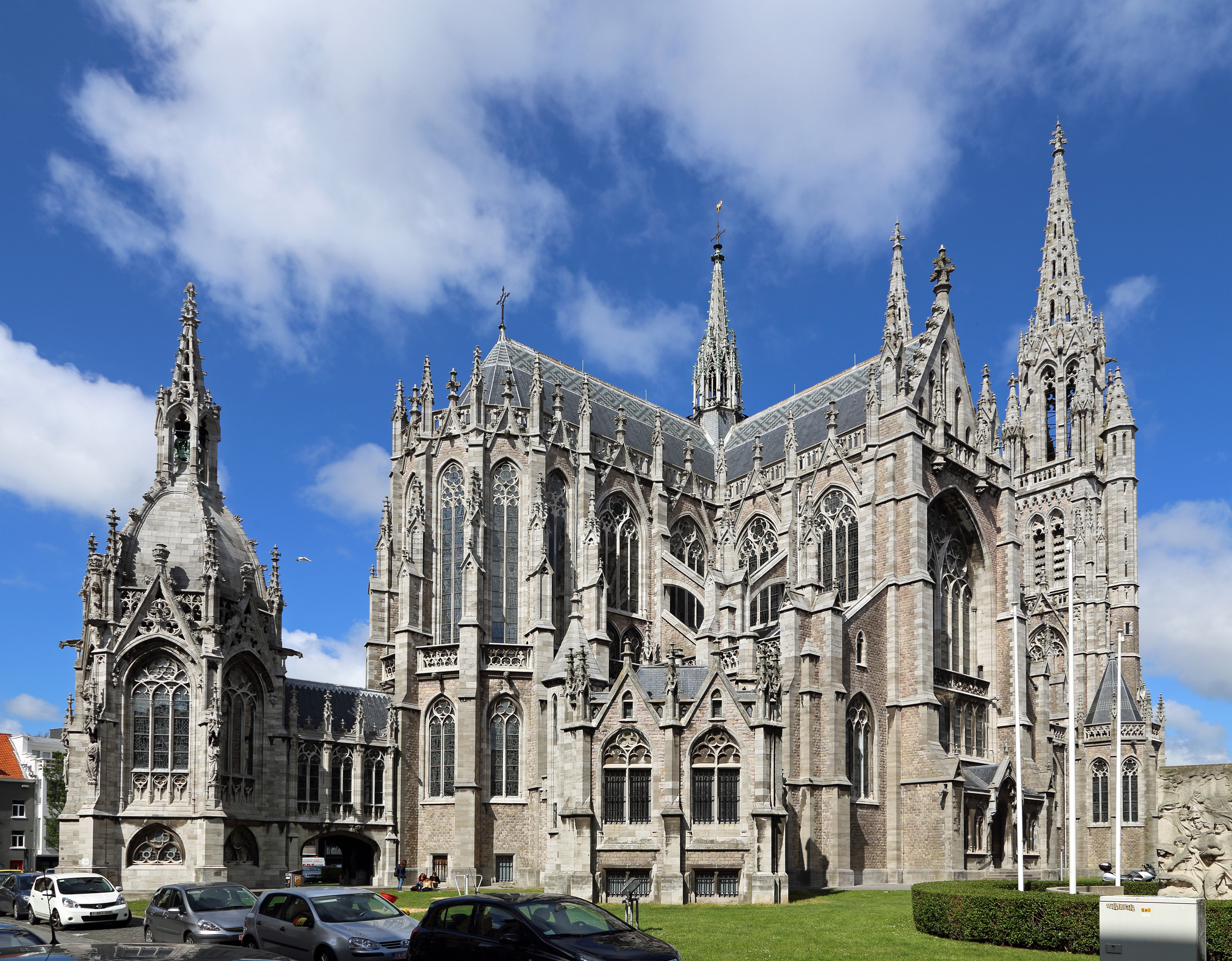
Schrägblick auf die Vierung

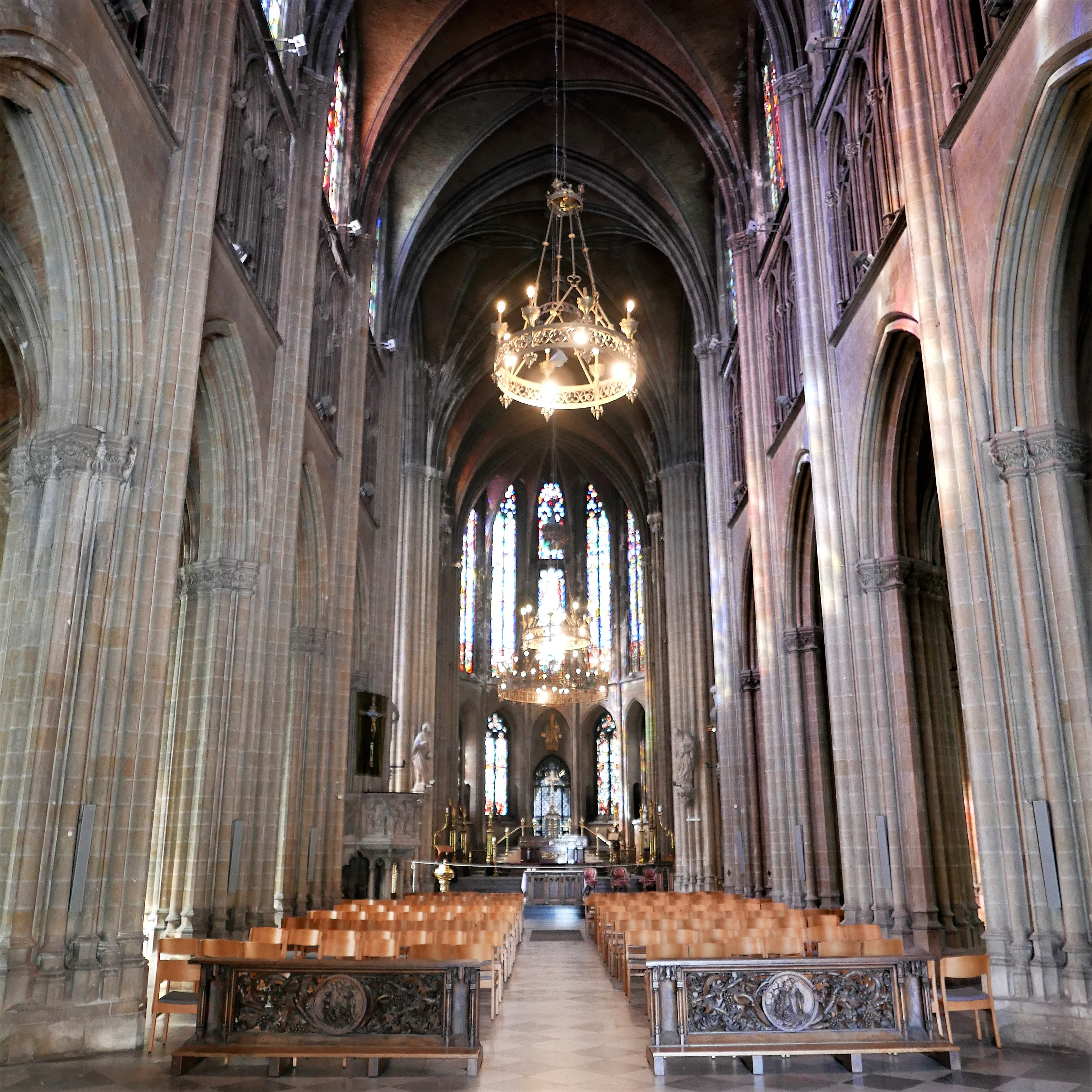
Innenansicht

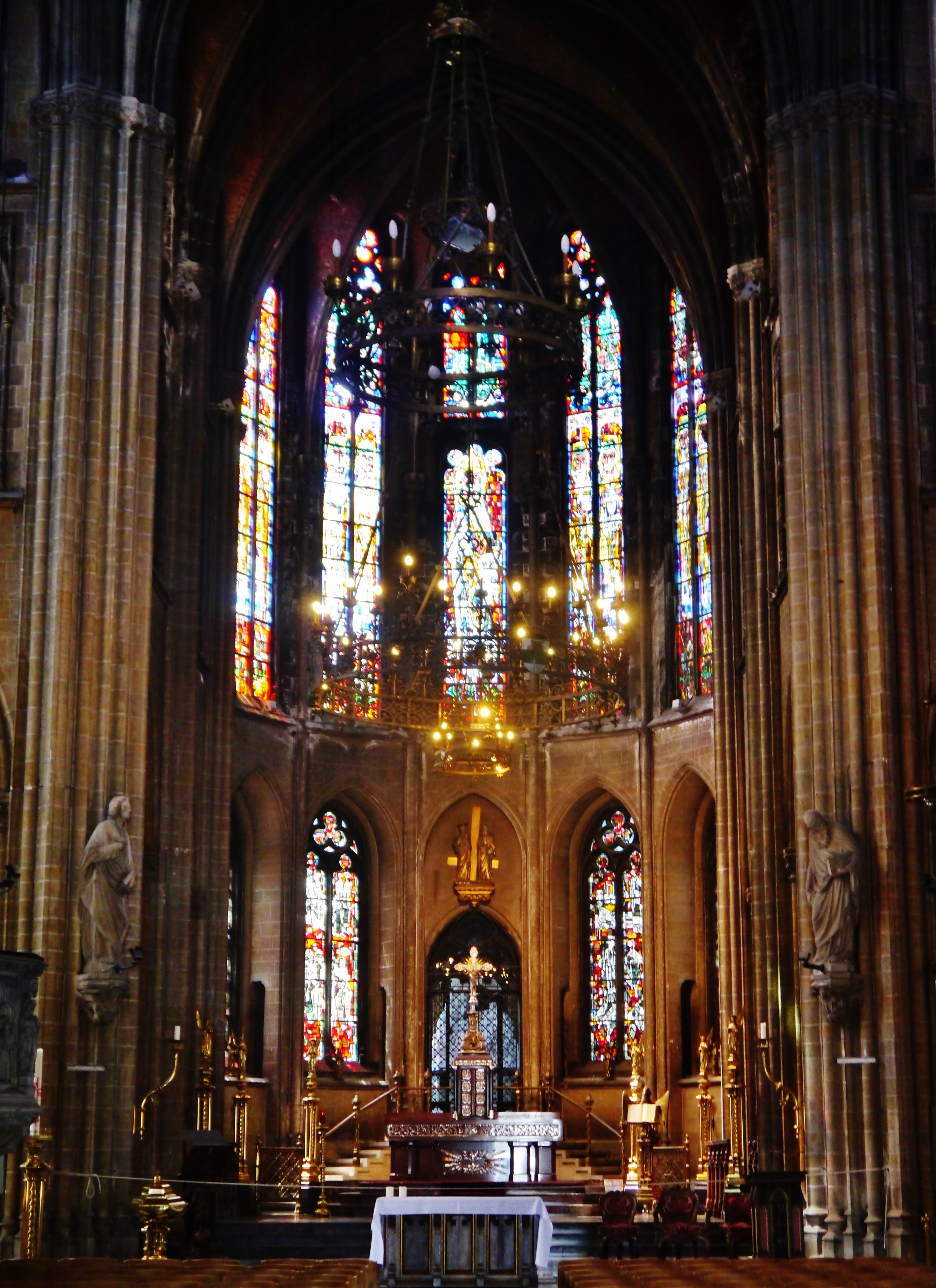
Choransicht innen

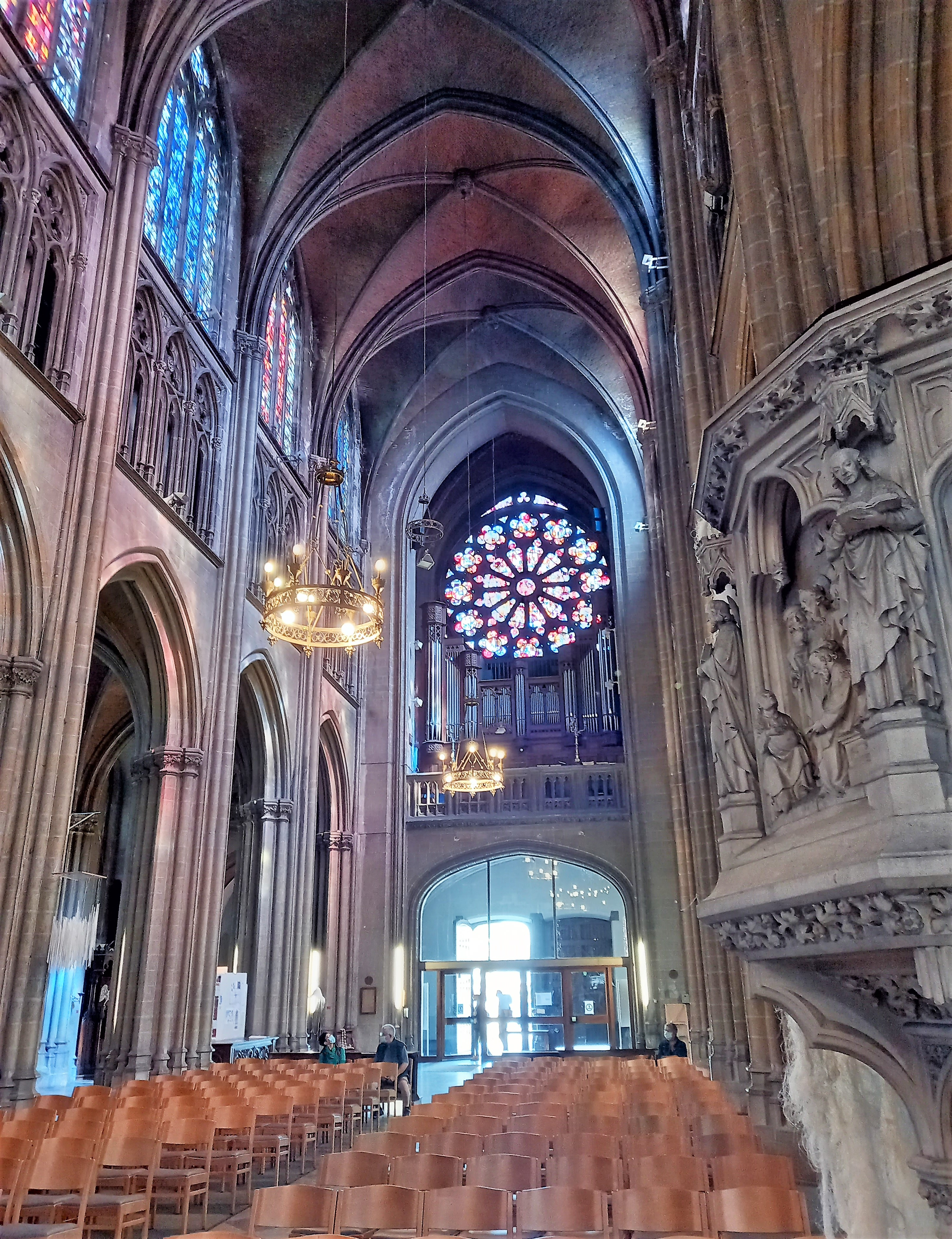
Blick zur Schyven-Orgel und zur Fensterrose

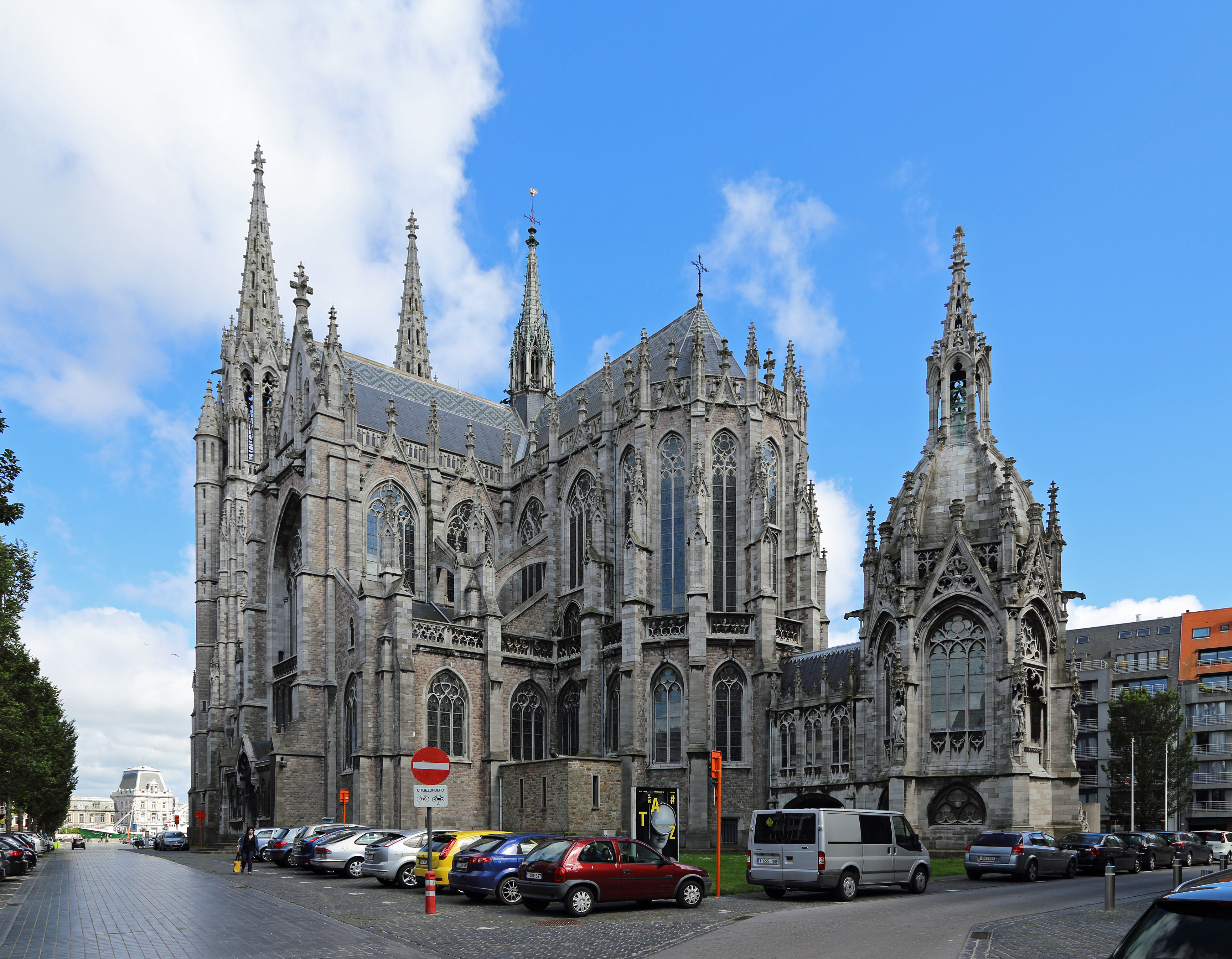
Choransicht mit Mausoleum

Die Kirche St. Peter und Paul (niederländisch Sint-Petrus-en-Pauluskerk) ist die neugotische römisch-katholische Dekanatskirche im Seebad Ostende in der belgischen Provinz Westflandern.

## Geschichte
Die Kirche ersetzte die St.-Peters-Kirche, die am 14. August 1896 durch einen Brand zerstört wurde. König Leopold II. hatte große Pläne für Ostende und hätte diese Dekanatskirche gerne abgerissen. Doch er stieß auf den Widerstand des damaligen Dekans. Teile des Brügger Bürgertums verbreiteten das Gerücht, dass der König mehr über den Brand wissen würde. Tatsache ist, dass die Staatsanwaltschaft nach monatelangen Ermittlungen den Schuldigen nicht finden konnte. Von dieser Kirche ist nur noch die sogenannte Pfefferbüchse, der Turm hinter der heutigen Kirche, übrig geblieben. Doch nun konnte die repräsentative Kirche gebaut werden. In der Zwischenzeit wurde eine Notkirche neben dem St. Petri-Turm errichtet.
Die neue Kirche wurde zwischen 1899 und 1905 nach den detaillierten Plänen des Brügger Stadtarchitekten Louis de la Censerie (1838–1909) im neugotischen Stil errichtet. Zunächst hatte er den Auftrag aus Zeitmangel abgelehnt, aber auf Druck von Leopold II. nahm er ihn dennoch an. Der Stil der Kirche ist am gotischen Stil des Kölner Doms, aber auch an der neugotischen Votivkirche in Wien orientiert. Die Pläne waren sehr detailgenau. Jeder Stein, jedes dekorative Element wurde genau gezeichnet. De la Censerie gestaltete die Gedächtniskirche als eine hochgotische Kathedrale mit perfekten Proportionen.
Der Grundriss basiert auf dem lateinischen Kreuz, wobei das Mittelschiff etwas höher ist als die beiden Seitenschiffe. Die Kirche ist 70 m lang und 36 m breit. Die Kirchtürme sind 72 m hoch. Das Gebäude ist aus Kalkstein aus der Maas-Region (Pierre de Meuse) gebaut, einer Steinart, die bereits in der Römerzeit zum Bau von Villen verwendet wurde. Dieser Stein eignet sich auch hervorragend für feine Bildhauerei. Außerdem wurden Ziegel, belgischer Blaustein und rosa Granit verwendet.
Der riesige Vorplatz wurde durch Enteignung und Abriss mehrerer Häuserblocks gewonnen.
Mit dem Bau wurde am 18. April 1899 begonnen und der Rohbau war bereits im Oktober 1904 fertig. Die Kirche wurde am 4. September 1905 in Anwesenheit von Leopold II. und vieler Prominenter feierlich eingeweiht. Die Kirche wurde aber erst am 31. August 1908 durch den Brügger Bischof Gustavus Josephus Waffelaert geweiht.

## Architektur
Die monumentale Front ist nach Osten gerichtet (im Gegensatz zu den meisten Kirchen, bei denen die Eingangsfront in der Regel im Westen liegt), vor allem wegen der Wirkung auf den Reisenden, der Ostende betritt. Diese Front enthält drei Eingänge, die die Heilige Dreifaltigkeit symbolisieren. Das Tympanon in der Archivolte über dem Haupteingang ist mit Spitzbögen und Maßwerkmustern verziert. In diese Fassade sind drei Statuen von der Hand des Antwerpener Bildhauers Jean-Baptiste Van Wint eingearbeitet, von links nach rechts: St. Peter, die Jungfrau Maria (im Dachstuhl) und rechts St. Paul. Hoch über dem Portal befindet sich die Rosette mit Glasmalerei im Netz und mit gotischen Blindfenstern an beiden Seiten.
Der Aufriss zeigt alle Merkmale einer gotischen Kirche: Strebepfeiler, Strebebögen und Maßwerkfenster. Über der Vierung erhebt sich ein Dachreiter. Dieser dient als Zusatzgewicht, um den seitlichen Schub durch Erhöhung des vertikalen Drucks zu neutralisieren. Es gibt auch weitere typisch gotische Elemente wie Balustraden (am Fuß des Daches), Wasserspeier in Form von Untieren und viele Fialen.
Das Gewölbe des Mittelschiffs besteht aus vierteiligen Kreuzrippengewölben, typisch für den französischen Stil der Hochgotik. Auch die Ausstattung, die der Architekt entworfen hat, ist im neugotischen Stil gehalten. Diese Einrichtungsgegenstände wurden von Handwerkern aus Antwerpen und Brügge hergestellt.
Diese Hauptkirche von Ostende beherbergt einige beachtenswerte Glasmalereien. Die ursprünglichen Glasmalereien wurden im Ersten und Zweiten Weltkrieg zerstört. Das einzige Originalfenster befindet sich im Mausoleum. Alle gegenwärtigen Glasfenster wurden von dem Glaskünstler Michiel Martens (1921–2006) geschaffen.
Im Inneren der Kirche, an der Wand links vom Altar, befinden sich Glasmalereien aller belgischen Könige und der Königin Louise Marie. Nur König Albert II. und König Philipp fehlen noch in der Zusammenstellung. Es gibt ein farbiges Fenster von König Baudouin, in dem der junge König mit Brille dargestellt ist. Andere Glasmalereien stellen Szenen mit den Schutzheiligen Petrus und Paulus, der Eroberung von Ostende und dem heiligen Martin dar.
Die Schyven-Orgel von 1907 war im romantischen Stil mit ursprünglich 40 klingenden Registern gestaltet. Nach dem Zweiten Weltkrieg war die Orgel fast unspielbar. Sie wurde 1954 restauriert, wobei die ursprüngliche Traktur ersetzt wurde. Der Klang wurde in einem barocken Sinne verändert. Diese Konstruktion hatte nur eine kurze Lebensdauer und um 1990 war die Orgel wieder unspielbar. In den Jahren 1997–1999 wurde die Orgel erneut restauriert. Der ursprüngliche Stil wurde wiederhergestellt, aber die Anzahl der Register wurde auf 43 erhöht. Die Orgel wurde auch in ein neues Gehäuse im neugotischen Stil eingebaut, direkt unter der eindrucksvollen Fensterrose. Am 7. Mai 2000 wurde die restaurierte Orgel wiedereingeweiht. Sie hat heute 43 Register auf drei Manualen und Pedal.

## Umgebung
Hinter der Kirche befindet sich eine neugotische Kapelle mit dem Grabmal der Königin Louise Marie. Sie starb am 11. Oktober 1850 in Oostende. Auf Wunsch von Leopold II. wurde diese Abteikapelle auf einem sechseckigen Grundriss gebaut, wie bei der Liebfrauenkirche in Laeken. Die sechseckige Kapelle mit spitzer Kuppel ist 28 m hoch. An der Spitze befindet sich ein durchbrochener Fialenturm mit einer Bronzekrone. Das Äußere der Kapelle ist reichhaltig mit gotischen Elementen verziert. In den Strebepfeilern befinden sich vier offene Figurennischen mit Statuen von vier heiligen Königinnen, die ebenfalls von Jan Baptist Van Wint geschaffen wurden: die heilige Clotilde, Bathildis von Chelles, Elisabeth von Ungarn und Elisabeth von Portugal.
Das monumentale Grabmal aus weißem Carrara-Marmor stammt von dem Herentaler Bildhauer Charles Auguste Fraikin (1817–1893). Es ist eine typische romantische Skulptur. Ursprünglich befand sie sich in der Krypta der St. Peterskirche. Es wurde 1859 eingeweiht. Die Königin ist jedoch in Laeken begraben.
Die Kapelle ist mit dem Kirchenchor über eine Empore und einen flachbogigen Übergang verbunden.
In einem Park neben der Kirche steht das Paster-Pype-Denkmal aus Sandstein aus dem Jahr 1939 von Karel Demuynck (1899–1949) aus Nieuwpoort, das im Mai 1988 von dem Oostender Grabsteinschneider Roland Boury überarbeitet wurde. Henri Pype (1854 – 3. Juni 1926), im Volksmund Paster Pype genannt, war Vize-Pastor in dieser Kirche. Als Fischerkaplan widmete er sich den Fischern und ihren Familien und wurde ehrenvoll Vater der Fischer genannt. Im Jahr 1886 wurde er Kaplan auf See. Diese Statue stand viele Jahrzehnte lang über dem Eingang der Paster Pypschool „El Mar“. Aber als diese Schule abgerissen wurde, bekam die Statue ihren endgültigen Platz neben der Kirche.
Das Denkmal für die Kriegsopfer aus dem Jahr 1922 von Pieter-Jan Braecke (1859–1938) stand ursprünglich auf dem Platz vor der Kirche. Im Jahr 1968 wurde dieses Denkmal abgerissen. Die Bronzestatue mit dem Soldaten wurde nach De Plate (Östliches Historisches Museum) überführt. Die beiden Hochreliefs („Die Flucht der Oostende Fischer 1914“ und „Die Befreiung 1918“) wurden zusammen mit einer neuen Büste von König Albert I. und Königin Elisabeth von August Michiels zunächst auf dem Kirchplatz an der Vindictivelaan und dann im Jahr 2000 neben der Kirche aufgestellt.
Seit dem 30. Dezember 1960 ist diese Kirche ein geschütztes Denkmal. Die Kirche wurde zwischen 1976 und 2003 restauriert und befindet sich heute wieder in einem sehr guten Zustand.
Im Jahr 2005 wurde das hundertjährige Bestehen der Kirche gefeiert. Zu diesem Anlass wurde eine CD-ROM mit Informationen über die Geschichte der Kirche und der Gemeinde veröffentlicht.
Die Paulusfeste, die jedes Jahr Anfang August auf den Plätzen am Fuße der Kirche stattfinden, sind nicht nach der Kirche benannt, sondern nach dem Paulusplein, einem kleinen dreieckigen Platz ohne offiziellen Namen an der Kreuzung dreier Straßen in der Nachbarschaft (u. a. der Sint-Paulusstraat), wo die Festivitäten in den siebziger Jahren des 20. Jahrhunderts stattfanden.